# Campsicnemus intermittens
Campsicnemus intermittens är en tvåvingeart som beskrevs av Becker 1924. Campsicnemus intermittens ingår i släktet Campsicnemus och familjen styltflugor.
Artens utbredningsområde är Taiwan. Inga underarter finns listade i Catalogue of Life.